# Adenodolichos
Adenodolichos je biljni rod iz porodice mahunarki smješten u podtribus Cajaninae. Postoji dvadesetak vrsta zelenog raslinja, polugrmova i grmova raširenog po tropskoj Africi.

## Vrste
1. Adenodolichos acutifoliolatus Verdc.
2. Adenodolichos baumii Harms
3. Adenodolichos bequaertii De Wild.
4. Adenodolichos brevipetiolatus R.Wilczek
5. Adenodolichos caeruleus R.Wilczek
6. Adenodolichos exellii Torre
7. Adenodolichos grandifoliolatus De Wild.
8. Adenodolichos harmsianus De Wild.
9. Adenodolichos helenae Buscal. & Muschl.
10. Adenodolichos huillensis Torre
11. Adenodolichos kaessneri Harms
12. Adenodolichos katangensis R.Wilczek
13. Adenodolichos mendesii Torre
14. Adenodolichos nanus N.E.Br.
15. Adenodolichos oblongifoliolatus R.Wilczek
16. Adenodolichos pachyrhizus De Wild.
17. Adenodolichos paniculatus (Hua) Hutch.
18. Adenodolichos punctatus (Micheli) Harms
19. Adenodolichos rhomboideus (O.Hoffm.) Harms
20. Adenodolichos rupestris Verdc.
21. Adenodolichos salvifoliolatus R.Wilczek
22. Adenodolichos upembaensis R.Wilczek